# Кашкайці

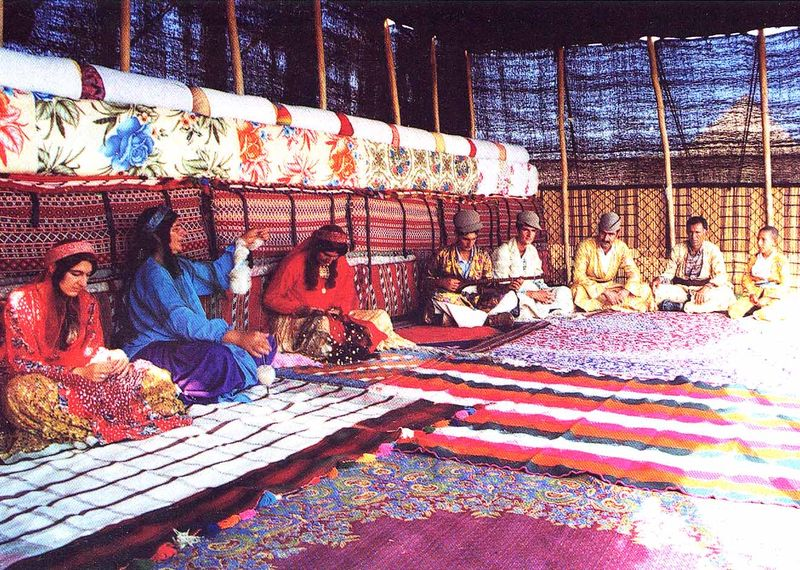
Кашкайці

Кашкайці (самоназва — Qaşqaylari) — огузький народ в Азії, об’єднання тюркомовних племен (наприклад, дерешури, бюлюк, гашгули), які проживають в Ірані (область Фарс). До середини століття вони мали спільного правителя (ільхані), на чолі окремих племен стояли хани. Загальна чисельність кшкайців становить 1,7 млн осіб. Мова — кашкайський діалект азербайджанської мови. Окрім цього всі кашкайці володіють також перською мовою. Релігія — іслам (шиїти).
Приблизно половина кашкайців — кочовики, інші осіли. Основні традиційні заняття — кочове скотарство, частково землеробство (пшениця, ячмінь, рис), розвинене також ткацтво килимів.
В 1929 році кашкайці підняли проти перського Реза-шаха повстання, яке закінчилось їхньою поразкою. Після падіння Реза-шаха під керівництвом Насер-хана кашкайці вигнали зі своєї території урядовців, захопили фортецю Семіром і розбили каральне військо в 1943 році. Однак надалі англійцям вдалось домовитись з Насер-ханом і зробити його своїм союзником в Ірані.
У 2006 році корпорація Ніссан представила модель нового автомобіля Ніссан Кашкай, названого на честь кашкайців.